# Eilohedra
Eilohedra es un género de foraminífero bentónico de la subfamilia Pseudoparrellinae, de la familia Pseudoparrellidae, de la superfamilia Discorbinelloidea, del suborden Rotaliina y del orden Rotaliida. Su especie tipo es Epistominella levicula. Su rango cronoestratigráfico abarca el Holoceno.

## Clasificación
Eilohedra incluye a las siguientes especies:
- Eilohedra levicula
- Eilohedra nipponica
- Eilohedra vitrea
- Eilohedra weddellensis